# Alcea
Alcea és un gènere botànic de la família de les malvàcies que inclou plantes com la malva reial (Alcea rosea). N'hi ha unes 60 espècies. Les fulles d'aquestes plantes són apreciades per les erugues d'alguns lepidòpters.

## Taxonomia
- Alcea biennis
- Alcea ficifolia
- Alcea heldreichii
- Alcea lavateriflora
- Alcea pallida
- Alcea rugosa
- Alcea setosa
- Alcea striata
- Alcea sulphurea
- Alcea rosea - malva reial